# Puccinia cnici-oleracei
Puccinia cnici-oleracei är en svampart som beskrevs av Pers. 1823. Puccinia cnici-oleracei ingår i släktet Puccinia och familjen Pucciniaceae.   Inga underarter finns listade i Catalogue of Life.